# Уральскагрореммаш
«Акционерное общество „Уральскагрореммаш“» — завод по производству противопожарной, специализированной и сельскохозяйственной техники.
.
Предприятие образовано в 1955 году как Уральский ремонтный завод с задачей организации ремонта сельскохозяйственной техники совхозов и колхозов Западного Казахстана.
Завод ориентирован на изготовление сложных по конструкции и трудоемких изделий, требующих освоения широкого спектра технологических процессов. Другим направлением деятельности завода является выпуск нестандартных изделий с нанесением антикоррозийного покрытия методом электрохимического и горячего цинкования.

## Деятельность
Основной вид деятельности АО «Уральскагрореммаш»" — изготовление сложных металлоконструкций и спецтехники.
В перечень номенклатуры выпускаемой продукции входят: пожарные автоцистерны на базе автомобилей КамАЗ, УРАЛ, ЗИЛ; автотопливозаправщики на базе ГАЗ, ЗИЛ, КамАЗ; поливомоечные машины МУГ-23847; топливораздаточные агрегаты, прицепы и полуприцепы; резервуарное оборудование емкостью до 100 м3.